# Amphoralis
Amphoralis ist ein Freilichtmuseum im französischen Département Aude in der Region Okzitanien und liegt am Canal du Midi in der Ortschaft Sallèles-d’Aude. Aus einer über drei Jahrhunderte bestehenden gallo-römischen Töpfersiedlung in der römischen Provinz Gallia Narbonensis hervorgegangen, zeigt es, in welchen Arbeitsschritten Amphoren, Ziegel, Ziegelsteine, Tonröhren und Keramikgeschirr in Massenproduktion hergestellt wurden.
Es ist neben dem Horreum, dem einzigen noch intakten Bauwerk aus der Antike in Narbonne, das zur Aufbewahrung von Lebensmitteln diente, eine der beiden Außenstellen des Museums Narbo Via in Narbonne.

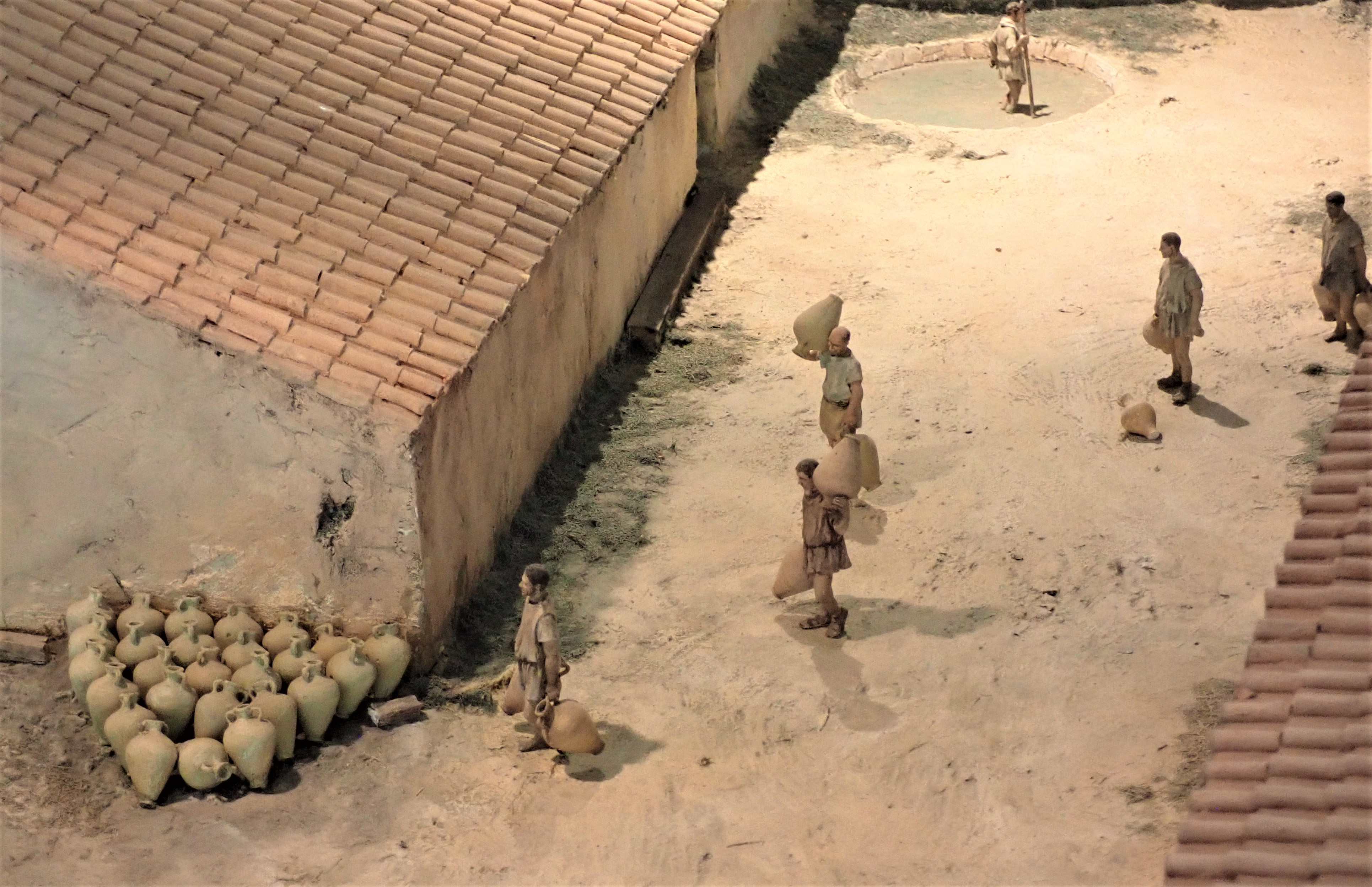
Lagerung von Weinamphoren

## Bedeutung
Der römische Senat hatte zur Zeit der Republik den Weinbau nördlich der Alpen verboten, um Wein aus Italien nach Gallien exportieren zu können. Nach Aufhebung des Verbotes entwickelte sich die Landschaft des heutigen Languedoc zu einem wichtigen Weinproduzenten. Um den Wein exportieren zu können, war die Massenproduktion von Amphoren erforderlich. In der Region entstanden deshalb Dutzende von Amphorenmanufakturen. Das Amphoralisgelände enthält die besterhaltenen Funde dieser Manufakturen in der Region und ist das bislang einzige systematisch erforschte.

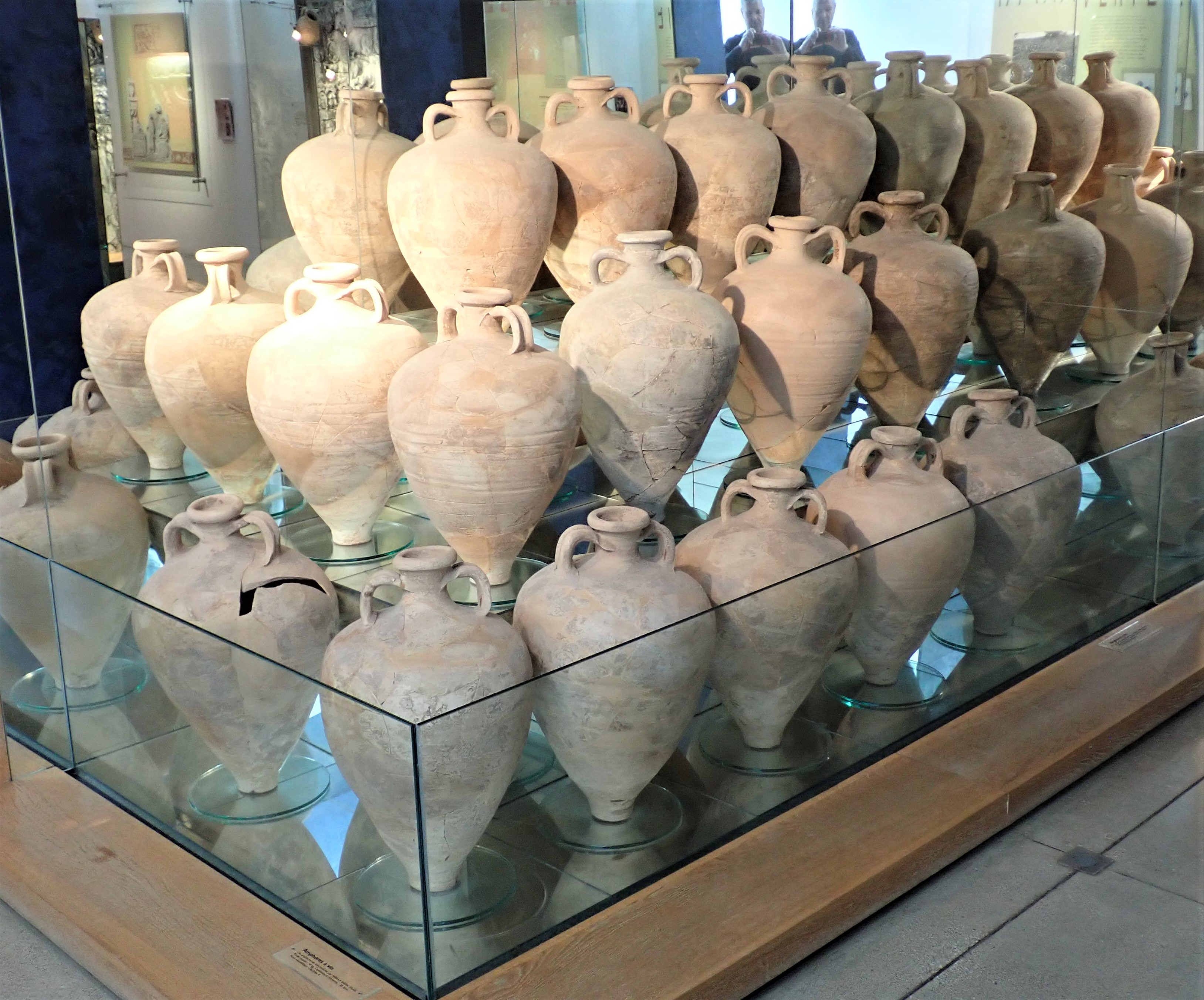
Weinamphoren in Amphoralis, je 30 Liter Volumen

## Rundgang

### Arboretum
Vom Eingang mit einem kleinen Museumsladen führt der Rundgang zunächst durch ein Arboretum, in dem die Pflanzen der Region beschrieben werden. Von dort führt ein großer Hauptweg direkt auf das über einem Ausgrabungsgelände liegenden Museum.

### Museum

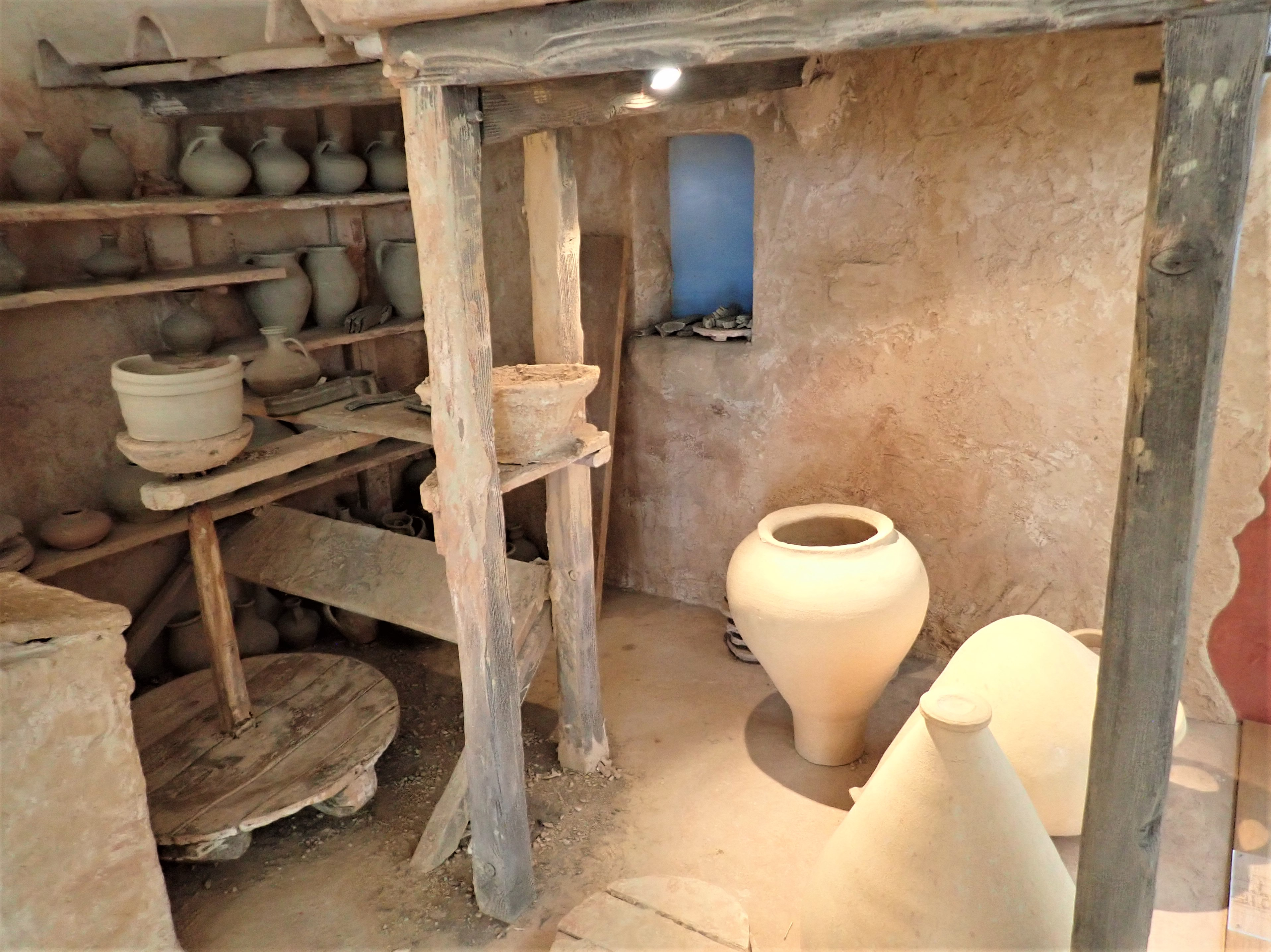
Töpferwerkstatt in Amphoralismuseum

Das Museum zeigt neben Gefäßen und Geräten, die ihrer Herstellung dienten, vor allem mit Dioramen die Organisation der Produktion von Keramikgefäßen und anderen Töpferwaren. Aus dem Museum führen zwei Galerien über ein Ausgrabungsgelände, das neben Tongruben, Mahl- und Absetzbecken, Öfen auch Brunnen und eine Nekropole für Kleinkinder umfasst.

### Ausgrabungen

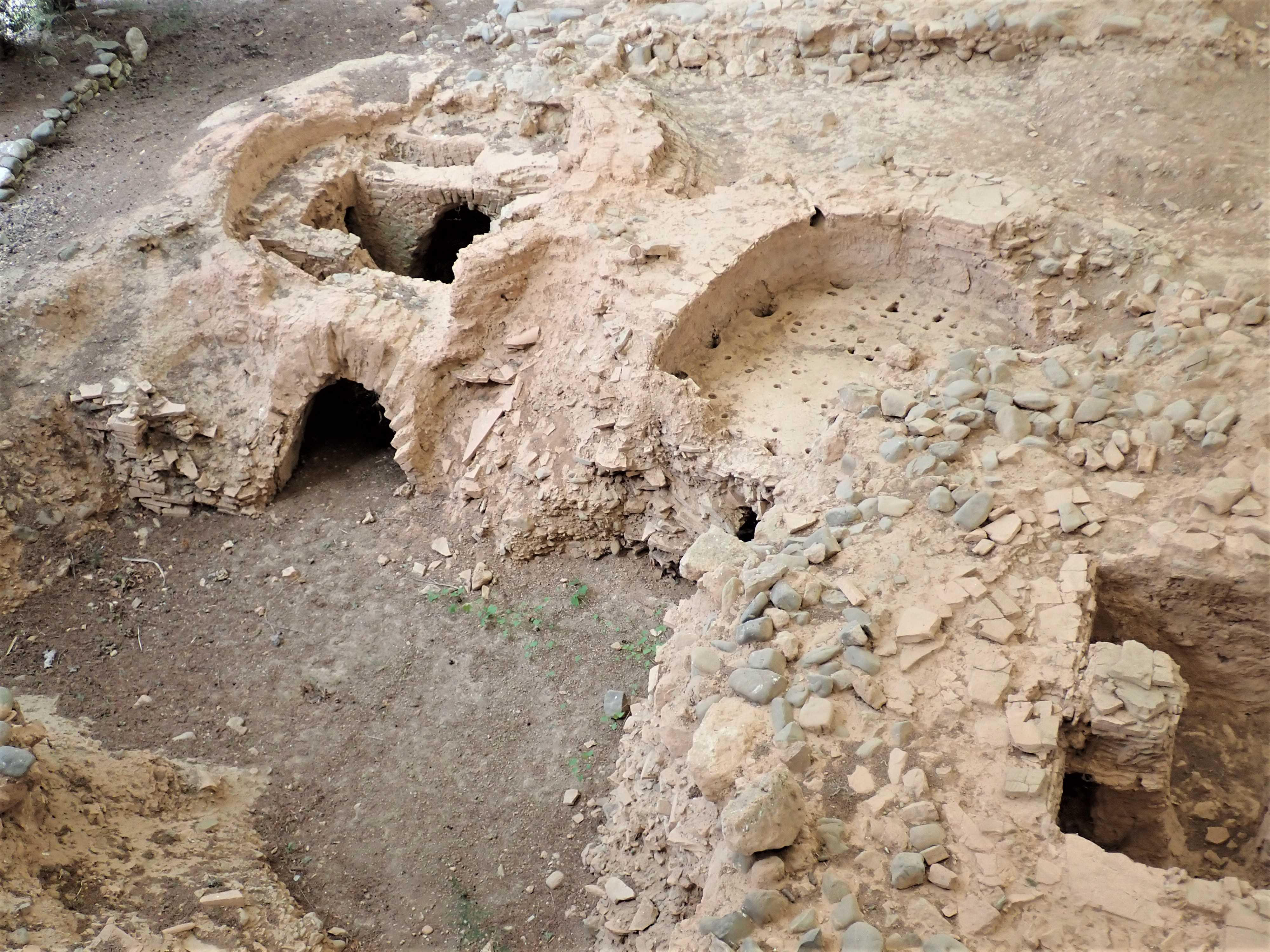
Ausgrabungsgelände von der Galerie des Museums aus gesehen

Das Ausgrabungsgelände ist nicht nur von den Außengalerien des Museums, sondern auch von einem außen um das Ausgrabungsgelände herum führenden, Weg zu besichtigen. Dieser führt nach dem Ausgrabungsgelände über ein Aquädukt, dem er in etwa parallel folgt. Dort sind an verschiedenen Stationen mit Experimenteller Archäologie ein Brotofen, ein kleiner und ein großer Töpferofen und mit dem Töpferviertel auch ein Wohnbereich nachgebildet.

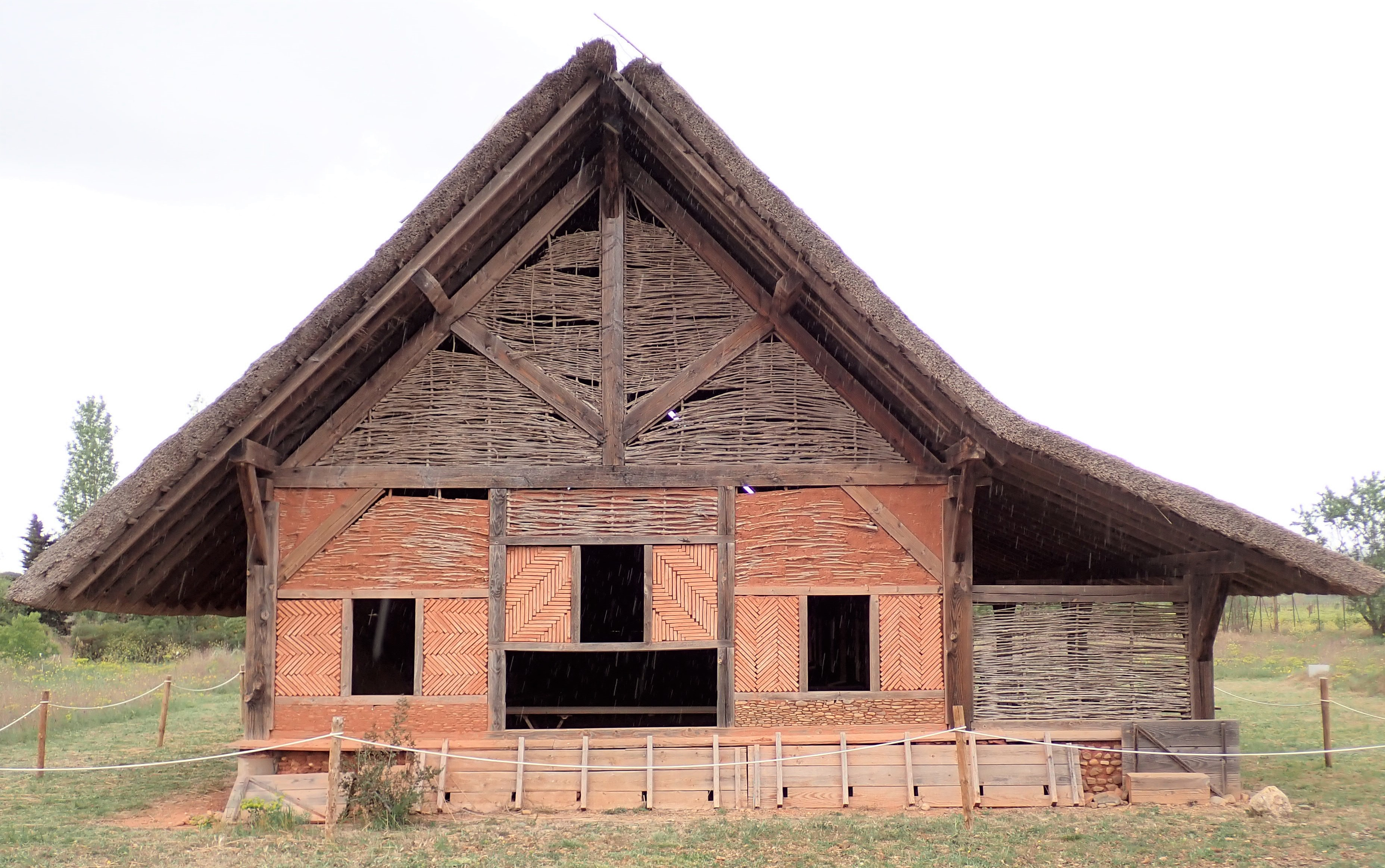
Töpferhaus in Amphoralis